# Resolución 494 del Consejo de Seguridad de las Naciones Unidas
La resolución 494 del Consejo de Seguridad de las Naciones Unidas, adoptada por unanimidad el 11 de diciembre de 1981, después de considerar la cuestión sobre la recomendación relativa al nombramiento del Secretario General, el Consejo recomendó a la Asamblea General que el Sr. Javier Pérez de Cuéllar fuese nombrado como Secretario General por un período de cinco años desde el 1 de enero de 1982 hasta el 31 de diciembre de 1986.